# Йеменские горы
Йе́менские го́ры (Джебе́ль; англ. Yemen Highlands) — горный хребет на территории Йемена и частично Омана, простирающийся на юго-западе Аравийского полуострова вдоль Красного моря и Аденского залива.
Протяжённость с запада на восток составляет более 1300 км, высшая точка — гора Эн-Наби-Шуайб (3666 м). Плосковершинные массивы сложены древними кристаллическими породами, местами перекрытыми молодыми вулканическими потоками; сохранились вулканические конусы. Приморский склон короткий и крутой, противоположный — пологий, постепенно понижается внутрь полуострова. Господствуют степная и пустынная растительность. По долинам рек и временных водотоков произрастают кустарники.

## Основные пики Йеменских гор
1. Эн-Наби-Шуайб — 3666 м[2] Это высочайшая гора не только в Йемене, но и на всём Аравийском полуострове.
2. Тияль (англ. Jabal Tiyal) — 3510 м. Расположена недалеко на восток от столицы Сана.
3. Канин (англ. Jabal Kanin) — 3244 м. Расположена недалеко на юг от столицы Сана.[2]
4. Таакар — 3230 м. Расположена недалеко на юго-юго-запад от города Ибб.
5. Исбиль — 3190 м. Расположена недалеко на восток от города Дамар.
6. (англ. Jabal Sabir) — 3006 м (9862 фута)
7. (англ. Jebel Raymah) — 2920 м (9580 футов)
8. Дхабад (англ. Jabal Dhabad) — 2817 м. Расположена недалеко на северо-восток от столицы Сана.[2]

## Подразделение на горные районы
Йеменские горы подразделяются на горные районы:
- Хребет Сират
- Йеменское высокогорье:
  - Джебель-Хараз
  - Джебель-Масвар
  - Джебель-Шехара

- Горы Махрат высотой до 1300 м.
- Горы Радфан. Высочайшая точка — Джебель Хуррия (1867 метров).[3]

И другие.